# Bud Scott

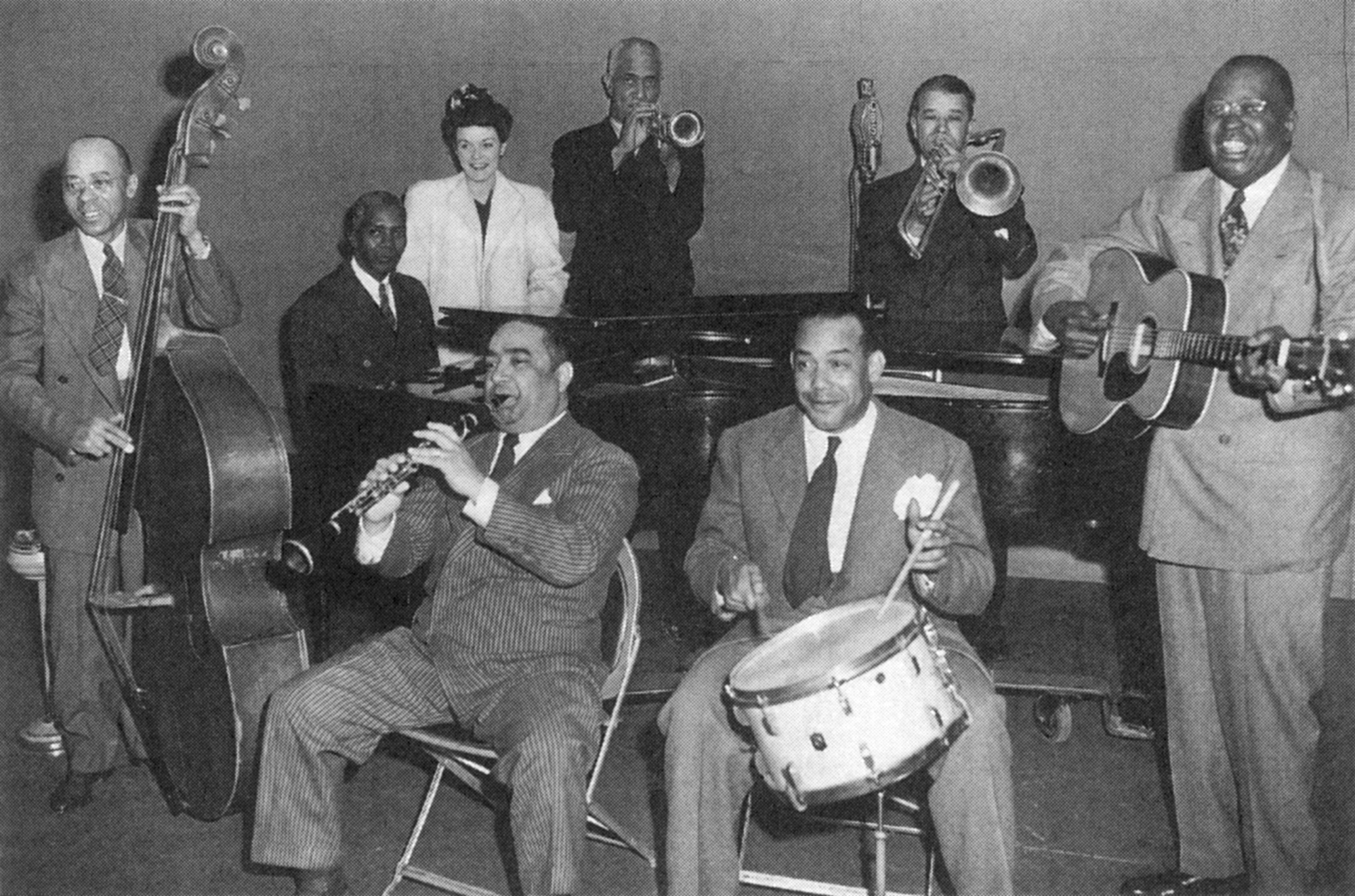
The All Star Jazz Group (von links nach rechts): Ed Garland (Bass), Buster Wilson (Piano), Marili Morden, Jimmie Noone (Klarinette), Mutt Carey (Trompete), Zutty Singleton (Schlagzeug), Kid Ory (Posaune), Bud Scott (Gitarre)

Arthur Budd „Bud“ Scott (* 11. Januar 1890 in New Orleans; † 2. Juli 1949 in Los Angeles) war ein US-amerikanischer Jazzmusiker (Gitarre, Banjo, Gesang) des Traditional Jazz.
Scott war ein Absolvent der Peabody School of Music. Er war ein bemerkenswerter Rhythmus-Gitarrist in Chicago’s Jazz Age Nachtclubs der 1920er Jahre. Nach Konzerten und Aufnahmen mit Jimmie Noones Apex Club Orchestra im Jahr 1928 zog er nach Kalifornien. Dort konnte er in den 1930er Jahren als professioneller Musiker von seinen Konzerten leben. Im Jahr 1944 trat Scott einer All-Star-Kombination bei, die in den 1940er Jahren eine treibende Kraft waren um den New Orleans-Jazz zu verbreiten (siehe Bild).

## Leben
Scott lernte schon als Kind Gitarre und Violine spielen und trat früh professionell auf, nach eigenen Angaben sogar mit dem legendären Buddy Bolden. Er spielte auf jeden Fall schon 1904 mit John Robichaux und mit dem Olympia Orchestra von Freddie Keppard. 1913 spielte er Violine in der „Billy King Traveling Show“, mit der er in Mobile und Washington tourte. 1915 zog er nach New York, wo er in Theaterorchestern spielte und auch schon nebenbei sang. 1917 spielte er Banjo bei Bob Young in Baltimore. 1921 war er im Orchester von Will Marion Cook. Er zog 1921 nach Chicago, wo er 1923 drei Monate bei King Oliver spielte und mit Kid Ory in Kalifornien. Auch danach spielte er noch mehrfach mit Oliver (z. B. 1926) und Ory. Mitte der 1920er Jahre war er kurz in Los Angeles bei Curtis Mosby’s Blue Blowers. 1927 arbeitete er mit Erskine Tate, außerdem mit Dave Peyton, Jimmie Noone (1928 im Apex Club), Johnny Dodds, Jelly Roll Morton (mit dem er aufnahm) und Fess Williams. September 1929 zog er nach Los Angeles, wo er mit Leon Herriford, Mutt Carey und dessen Jeffersonians und mit einem eigenen Trio spielte. 1944 bis 1948 war er in der Band von Kid Ory, mit dem er auch in dem Louis-Armstrong-Film New Orleans 1947 auftrat. Er nahm auch mit Louis Armstrong auf.
1948 wurde er krank und starb im Jahr darauf. Er wurde auf dem Lincoln Memorial Park cemetery in Carson (Kalifornien) nach freimaurerischen Ritus beigesetzt.

## Lexikalischer Eintrag
- Carlo Bohländer, Karl Heinz Holler, Christian Pfarr: Reclams Jazzführer. 3., neubearbeitete und erweiterte Auflage. Reclam, Stuttgart 1989, ISBN 3-15-010355-X.